# Друкер, Брайан
Брайан Друкер (англ. Brian J. Druker; род. 30 апреля 1955, Сент-Луис, Миссури) —  американский учёный. Труды в основном посвящены медицине и онкологии. Известен как разработчик лекарства Иматиниб для лечения хронического миелоидного лейкоза.
Член Национальной академии наук США (2007) и Американской академии искусств и наук (2012). Доктор медицины MD.

## Награды и отличия
- Warren Alpert Foundation Prize[англ.] (2000)
- Charles Rodolphe Brupbacher Preis[нем.] (2001)
- Kettering-Preis[нем.] (2002)
- Braunschweig Preis[нем.] (2003)
- Премия Роберта Коха (2005)
- Премия Кэйо[англ.] (2007)
- Meyenburg-Preis[нем.] (2009)
- Премия Ласкера-Дебейки по клиническим медицинским исследованиям (2009)
- Robert J. and Claire Pasarow Foundation Medical Research Award[англ.] in Cancer Research (2010, совместно с Индером Вермой)
- Thomson Reuters Citation Laureate по физиологии и медицине (2011)
- Stanley J. Korsmeyer Award[нем.] (2011)
- Премия Диксона (2012)
- Премия Японии (2012)[4]
- Премия медицинского центра Олбани (2013)
- Sheikh Hamdan bin Rashid Al Maktoum Award for Medical Sciences[англ.] (2013/2014)
- Science of Oncology Award, Американское общество клинической онкологии (ASCO) (2017)
- Премия Тан (2018)
- Prinz-Mahidol-Preis[нем.] (2018)
- Sjöberg Prize[нем.] (2019)